# Claude Pouillet

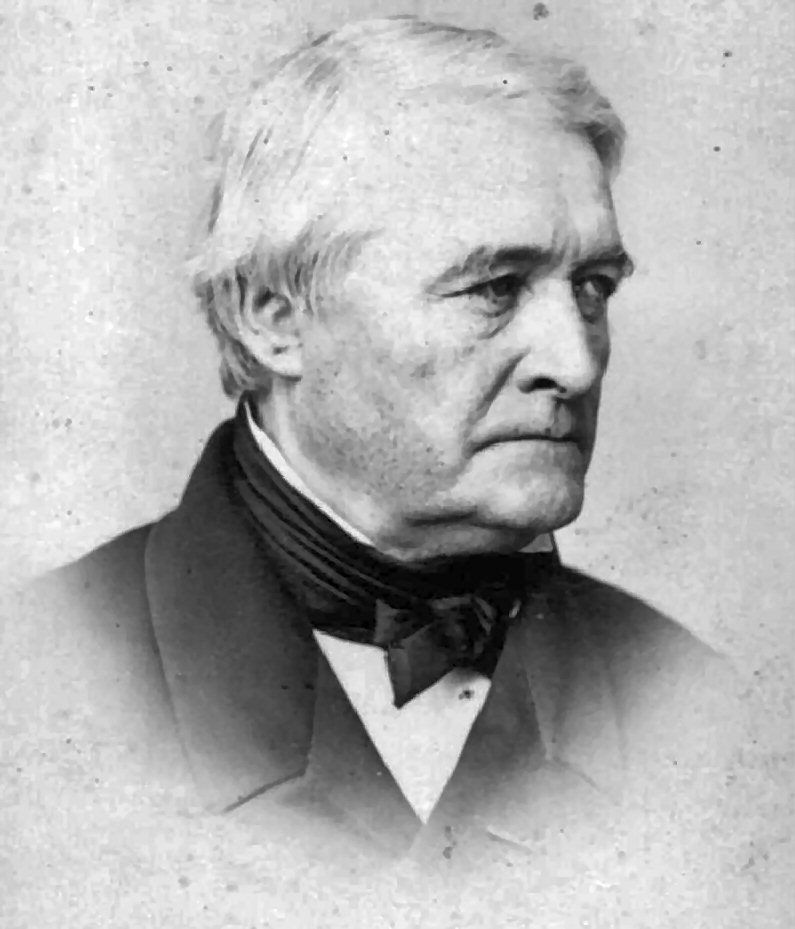
Claude Servais Mathias Pouillet

Claude Servais Mathias Pouillet (Cusance, 16 februari 1791 – Parijs, 14 juni 1868) was een Franse natuurkundige, die in 1834 de wet van Ohm experimenteel bevestigde.
Pouillet werd geboren in Cusance, in het Franse department Doubs. Hij steunde het werk van Georg Ohm, die aantoonde dat er een directe relatie bestond tussen elektrische spanning en stroom. Hiervoor ontwikkelde hij de sinus- en tangentenboussole, voorlopers van de galvanometer. Op basis van zijn werk is de wet van Pouillet naar hem genoemd.
Tussen 1837 en 1838 maakte hij, onafhankelijk van John Herschel, de eerste kwantitatieve schatting van de door de zon uitgestraalde hitte. Zijn schatting kwam neer op de helft van de tegenwoordig aangenomen waarde.
Om de stralingsintensiteit van de zon te meten gebruikte hij een "pyrheliometer", een watercalorimeter. Hierbij wordt een bekende hoeveelheid water in een vaste tijdsperiode door de zon opgewarmd. Omdat de warmtecapaciteit van water bekend is, schatte Pouillet aan de hand van de temperatuurstijging van het water en met de wet van Dulong en Pétit de temperatuur rond de 1800 °C. Deze waarde werd in 1879 gecorrigeerd naar 5430 °C door Jožef Štefan.
Pouillet stierf op 77-jarige leeftijd.

## Werken
- On atmospheric electricity (1832)
- Éléments de physique expérimentale et de météorologie (1856)